# Lehmannova nezveznost
Lehmannina nezveznost je mejno območje v notranjosti Zemlje med tekočim zunanjim jedrom in trdnim notranjim jedrom v globini približno 5.150 km pod površjem planeta. V redkejših primerih se z izrazom označuje tudi nezveznost na 220 kilometrih pod površino, natančnejših dogovorov v zvezi s tem pa še ni. V slednjem primeru označujejo nezveznost v jedru kot ICB oziroma meja notranjega jedra (angleško inner-core boundary). Nezveznost je dobila ime po danski seizmologinji in geofizičarki Inge Lehmann, članici Kraljeve družbe v Londonu od leta 1969.